# Sanmenxia-Talsperre
Die Sanmenxia-Talsperre am Gelben Fluss (Huang He) im Osten der Provinz Henan in China ist nach dem Speicherraum die größte Talsperre in Ost- und Südostasien und die zuerst gebaute Talsperre am Gelben Fluss. 

## Geschichte
Die 108 Meter hohe Gewichtsstaumauer wurde von April 1957 bis September 1960 mit sowjetischer Beratung bei der Stadt Sanmenxia gebaut und galt als eine große Leistung des revolutionären China. Sie sollte vor Hochwasser schützen, aus Wasserkraft Energie gewinnen und der Bewässerung dienen. Sie zählte zu den prestigereichen Großprojekten des Großen Sprungs nach vorn, auch wenn die Planung bereits vor Beginn dieser Kampagne begann. Das Projekt war unter anderem von dem in den USA ausgebildeten Ingenieur und Hydrologen Huang Wanli kritisiert worden, der darauf hinwies, dass der  Gelbe Fluss den Stauraum sehr schnell mit Sediment füllen würde. Mao Zedong selbst griff in einem im Juni 1957 erschienen Leitartikel der Renmin Ribao Huang Wanli persönlich an und beschuldigte ihn der Parteischädigung, der Förderung einer bourgeoisen Demokratie und Bewunderung fremder Kulturen.
Über die Größe des ursprünglichen Speicherraums gibt es sehr unterschiedliche Angaben. Die Quellen sprechen von 5,89, aber auch von 35,4 und sogar von 96 km³ (Milliarden Kubikmetern). Die glaubhafteste Zahl ist die mittlere (35,4). In den ursprünglichen Planungen soll ein maximaler Wasserspiegel von 360 m über dem Meeresspiegel, eine Speicherkapazität von 64,7 Mrd. m³, eine installierte elektrische Leistung von 1160 MW und Umsiedlungen von 870.000 Menschen geplant gewesen sein.
Der Stauraum ist heute zu einem beträchtlichen Teil mit Sediment gefüllt, weil der Schlamm des Gelben Flusses sich in großen Mengen ablagert. Davor war von Huang Wanli gewarnt worden. Es wurde in der Planung jedoch ignoriert, und zunächst waren keine Öffnungen in der Staumauer zur Spülung des Sees vorhanden. 1964 war der Stauraum bereits zu einem großen Teil (rund 60 %) verlandet. Jedes Jahr füllte er sich mit weiteren 10 Milliarden m³. Zeitweise hatte die Talsperre weniger als 10 % des ursprünglichen Speicherraums. Die Sedimente behindern auch die Stromerzeugung der Turbinen in der Wasserkraftanlage, weil sie verstopft werden. Die tatsächliche elektrische Leistung beträgt infolgedessen – Schätzungen zufolge (denn Statistiken werden nicht offengelegt) – 100 MW oder weniger.
Man begegnet diesem Problem mit Spülungen in der Regenzeit bei niedrigerem Wasserstand. Auf diese Weise gelingt es, die hinein getragenen Sedimente durchzulassen und sogar schon abgelagerte Sedimente wieder herauszuspülen. In mehreren Phasen wurden zusätzliche Öffnungen in verschiedenen Höhen in die Staumauer eingebaut, die ersten 1968, weitere bis 1978. Von November bis Juni, wenn kein Hochwasser ist, wird Wasser und Schlamm gespeichert und in der Hochwasserzeit von Juli bis Oktober der Wasserspiegel um 16 m abgesenkt und der Stausee gespült.
Der Stausee ist zwischen 400 m und 5800 m breit.

## Einzelbelege
1. ↑  Frank Dikötter: Mao’s Great Famine: The History of China’s Most Devastating Catastrophe, 1958–1962. Bloomsbury, London 2010, ISBN 978-1-4088-1219-8, S. 26.
2. ↑  Christoph Behrens: Maos Monstrum. Ein Staudamm sollte Chinas Schicksalsfluss bändigen – und sorgt seit Jahrzehnten nur für Ärger. In: Süddeutsche Zeitung vom 29. Dezember 2016, S. 16.